# Ophélie Jaësan
Ophélie Jaësan (née en 1978 à Nantes) est une romancière et poètesse française.

## Biographie
Ophélie Jaësan suit dans un premier temps une formation scientifique, puis des études d’architecture et de design à Toulouse, Nantes et Rennes, qu'elle complète par des cours de théâtre et de comédie. Mère de deux enfants, Cyan et Sacha.  
Elle commence par publier de la poésie et reçoit en 2006 le Prix de la Vocation en poésie de la Fondation Bleustein-Blanchet pour son recueil La mer remblayée par le fracas des hommes. En juillet de la même année, elle joue et met en scène au festival d'Avignon sa première pièce de théâtre, intitulée Née trouée (direction artistique et vidéos de Johanne Fournier tandis que les prises de vues vidéo sont assurées par Manuel Deiller, la lumière par Sébastien Piron et la musique par Autechre et CocoRosie).
Chez Actes Sud, elle est l’auteur de deux romans : Le Pouvoir des écorces suivi de La nuit du symbole (2008) et Iceberg memories (2009).
Ophélie Jaësan est aussi photographe[source secondaire souhaitée]. C’est elle, entre autres choses, qui est l’auteur des photographies de Pierre Michon du Matricule des anges de mai 2009.

## Œuvres

### Poésie
- La mer remblayée par le fracas des hommes, Éditions Cheyne, 2006  (ISBN 9782841161195)
- Vertébrales, Éditions Cousu Main, 2009  (ISBN 9782952343596)

### Théâtre
- Née trouée, création au Théâtre de la Poulie à Avignon, en juillet 2006

### Roman
- Le Pouvoir des écorces suivi de La nuit du symbole, Actes Sud, 2008  (ISBN 9782742772476)
- Iceberg memories, Actes Sud, novembre 2009  (ISBN 9782742787647)

## Récompenses
- 2006 : Prix de la Vocation en poésie de la Fondation Bleustein-Blanchet pour La mer remblayée par le fracas des hommes (Éditions Cheyne)

## À propos
- Parution du Pouvoir des écorces, Rose-Marie Pagnard évoque le roman de Ophélie Jaësan lorsqu'elle « raconte, à la première personne, les travaux et les peines d'une jeune romancière décidée à percer, par le biais de l'écriture, le mystère que représentent à ses yeux la vie de sa mère et celle de son père. Ce qui fascine la narratrice s'appelle « l'attente » : jusqu'à sa mort, sa mère a attendu la visite hebdomadaire de son amant (et père de la narratrice), puis la visite du fantôme de cet homme mort précocement[1]».
- Parution de Iceberg memories, Anne Brigaudeau évoque quatre voix de femmes (Mona, ses deux filles Lisa et Katia, et sa sœur Luisa) qui racontent une histoire et une seule, celle d'une « disparition » : « Ce drame imaginaire s’inscrit dans la terrible lignée des vies brisées par la dictature des généraux en Argentine (1976-1983). Mais il est aussi l’histoire singulière de deux sœurs, d’un exil et d’un départ sans retour. [...] Des disparitions qui continuent, longtemps après, à questionner les vivants.  "Comment les morts nous hantent-ils ?", se demande la romancière. "Et où passe la haine ? Où est passée la haine de la Seconde Guerre mondiale, la haine qui animait les dictatures ? Elle continue, ailleurs[2]».